# یانگ جین مو
یانگ جین مو (کره‌ای: 양진모) تدوین‌گر فیلم اهل کره جنوبی است. او بیشتر به خاطر تدوین فیلم انگل که برنده چندین جایزه در جوایز اسکار شد، شناخته می‌شود. او همچنین نامزدی جایزه اسکار بهترین تدوین را برای این فیلم دریافت کرد.

## فیلم‌شناسی
- منتخب فیلم‌شناسی
- اوکجا
- عصر سایه‌ها
- قطار بوسان
- زیبایی درون
- انگل